# Pitiatismo
Pitiatismo è un termine desueto, utilizzato nell'ambito psichiatrico e neurologico, suggerito in sostituzione al termine isteria per indicare la suggestione come ipotesi eziologica del disturbo.
È stato coniato dal neurologo parigino Joseph Babinski (1857 - 1932) e deriva dal greco πείθεΐνη (péithō, 'io persuado').
Secondo Babinski l'isteria era una propensione a dare una risposta positiva alla suggestione ed era pertanto curabile utilizzando la controsuggestione.
Il medico francese Clovis Vincent seguendo questa ipotesi inventò un trattamento basato sull'applicazione di elevate correnti sulla testa che fu chiamato torpillage (letteralmente colpito da un siluro) dai soldati che nella Prima Guerra mondiale vennero sottoposti a questo procedimento.